# 프리텐다드 거브
프리텐다드 거브(Pretendard GOV)는 길형진이 제작하여 2023년에 공개한 산세리프 글꼴이다. 2025년 1월에 범정부 디자인시스템(KRDS)에 표준 글꼴로 지정되었다.

## 연혁
- 2021년 길형진이 프리텐다드를 제작하여 공개했고, 이 프리텐다드는 프리텐다드 거브의 원형이다.
- 2023년 길형진이 대한민국 공공 서비스 환경에 맞추어 프리텐다드를 일부 수정하여 프리텐다드 거브를 제작하여 공개했다.
- 2024년 행정안전부는 디지털 정부서비스 UI/UX 가이드라인 문서를 배포했는데, 프리텐다드 거브를 표준 글꼴로 명시했다.[2]
- 2025년 행정안전부는 범정부 디자인시스템(KRDS) 웹사이트를 개설했는데,[3] 프리텐다드 거브를 표준 글꼴로 명시했다.[4]
- 2025년 7월 10일 행정안전부는 정부24를 전면 개편하면서 범정부 디자인시스템을 적용하였고, 모든 화면에서 프리텐다드 거브 글꼴로 표시되고 있다.

## 특징
공공 표지판이나 증명서 등에 사용되는 글꼴은 그 표지판이나 증명서에 적힌 글자가 모양이 비슷한 다른 글자와 혼동되지 않는 것이, 그리고 더 나아가 다른 글자로 변조될 가능성을 낮추는 것이 바람직하다. 
프리텐다드 거브는 글자의 혼동 또는 변조 가능성을 최소화하기 위하여 아래의 특징을 가지게 되었다. 
- 비슷하게 생긴 다른 글자와 구별되도록 한다. 그래서 I (로마자 i의 대문자인 I), l (로마자 L의 소문자인 l), 1 (숫자 일)을 구별하고, O (로마자 o의 대문자인 O), 0 (숫자 영)을 구별할 수 있어야 하고, 로마자 v 2개를 연속으로 둔 vv와 로마자 w를 구별할 수 있어야 한다.
- 숫자의 위변조를 최대한 방지한다. 그래서 숫자 1에 가필하는 것으로 숫자 4를 만들 수 없도록 하고, 숫자 3에 가필하는 것으로 숫자 8을 만들 수 없도록 한다.

또한 Pretendard GOV가 공공 서식에 사용될 때의 편의성을 위하여 아래의 특징을 가지게 되었다.
- 0부터 9까지 각 숫자의 폭은 같다. (따라서 자연수 숫자의 자릿수와 화면에 표시되는 폭은 비례한다.)
- 숫자 1자의 폭은 기호 ~ = - _의 폭과 같다.
- 숫자 1자의 폭은 기호 . , : ; ( ) { } [ ]의 폭의 2배이다.
- 한글 1자의 폭은 기호 . , : ; ( ) { } [ ]의 폭의 3배이다. (한글 1자의 폭은 숫자 1.5자의 폭과 같다.)
- 한글 1자의 폭은 한자(漢字) 1자의 폭과 같다.
- 기호 . , : ; ( ) { } [ ]의 폭을 1이라 할 때, 0부터 9까지 숫자와 기호 ~ = - _의 폭은 2이고, 한글과 한자(漢字)의 폭은 3이다.

## 적용된 사례들
- 모바일 신분증 앱 - 신분증 기재 내용
- 정부24 웹사이트 - gov.kr
- 고용노동부 웹사이트 - moel.go.kr
- 온통청년 웹사이트 - youthcenter.go.kr